# Kólpino
Kólpino (en ruso: Ко́лпино; en finés: Kolpina, Kolppina) es una  ciudad municipal en el raión de Kólpino de la ciudad federal de San Petersburgo (Rusia), localizada a orillas del río Izhora (afluente del Nevá) 26 kilómetros al sureste de San Petersburgo. La localidad cuenta con una población: 138 979 (censo de 2010); 136 632 (censo de 2002); 141 457 (censo de 1989); 81 000 (1972); 8076 (1897).

## Historia
Kólpino fue fundada en 1722 y se le concedió el estatus de ciudad en 1912. Fue una de las principales ferreterías de la corona en Rusia. Aquí hubo también una fundición de hierro del Almirantazgo ruso. Una imagen sagrada de San Nicolás en la Iglesia de la Trinidad es visitada por numerosos peregrinos el 22 de mayo de cada año.
Con el inicio de la Gran Guerra Patria, los trabajadores de la fábrica Kolpino formaron el Batallón Izhora, parte de la milicia, del 24 de agosto al 4 de septiembre de 1941. La línea del frente se mantuvo en las inmediaciones de la planta, que fue sometida a fuertes bombardeos enemigos. En 1944, solo 327 de las 2183 casas de la ciudad permanecían intactas. 140 939 proyectiles y 436 bombas aéreas cayeron en los barrios y bulevares de Kólpino. Según datos incompletos sobre la guerra, los bombardeos y el hambre en el distrito de Kólpino mataron a 4600 personas, sin contar los muertos en el frente. El 1 de enero de 1944, tenía solo 2196 habitantes. Después del levantamiento del sitio de Leningrado, la gente regresó gradualmente de la evacuación y del ejército. El 1 de enero de 1945 la población era de 7404, a principios del siguiente año de 8914 personas.
Durante la construcción de un nuevo edificio residencial, se descubrió una fosa común en Kólpino. 888 soldados y oficiales del Ejército Rojo fueron enterrados en la fosa común de ese cementerio. Cayeron en septiembre de 1941.

## Economía y transporte
Mucha gente de Kólpino trabaja en la fábrica Izhorian. El distrito de Kolpino también cuenta con decenas de otras plantas. La estación de tren está operativa desde 1847.

## Ciudades hermanadas
la ciudad está hermanada con:     
- Druskininkai, Lituania[4]
- Huai'an, China
- Rauma, Finlandia